# 李宗仁 (1934年)
李宗仁（1934年8月29日—），中華民國政治人物，曾代表中國國民黨當選為第一屆第三、四、五、六次增額立法委員。